# Suffer Well
Suffer Well är en låt av den brittiska gruppen Depeche Mode. Det är gruppens fyrtiotredje singel och den tredje från albumet Playing the Angel. Den släpptes som singel den 27 mars 2006 och nådde som bäst 12:e plats på den brittiska singellistan.
Suffer Well är Depeche Modes första singel med text av sångaren Dave Gahan. I musikvideon, som regisserades av Anton Corbijn, förekommer Gahans hustru Jennifer.

## Utgåvor och låtförteckning
- "Suffer Well" är komponerad av Dave Gahan (text), Andrew Phillpott/Christian Eigner (musik).
- "Better Days" och "The Darkest Star" är komponerade av Martin Gore.

7"Mute / Bong37 (EU)
1. "Suffer Well" (Metope Vocal Remix) - 6:28
2. "The Darkest Star" (Monolake Remix) - 5:54

12"Mute / 12Bong37 (EU)
1. "Suffer Well" (Tiga Remix) - 6:28
2. "Suffer Well" (Tiga Dub) - 5:29
3. "Suffer Well" (Narcotic Thrust Vocal Dub) - 6:44

12"Mute / L12Bong37 (EU)
1. "Suffer Well" (Metope Remix) - 6:53
2. "Suffer Well" (Metope Vocal Remix) - 6:28
3. "Suffer Well" (M83 Remix) - 4:31
4. "Better Days" (Basteroid "Dance Is Gone" Vocal Mix) - 7:09

12"Mute / XL12Bong37 (EU)
1. "The Darkest Star" (Holden Remix) - 7:47
2. "The Darkest Star" (Holden Dub) - 7:56

CDMute / CDBong37 (EU)
1. "Suffer Well" (single version) - 3:20
2. "Better Days" - 2:28

CDMute / LCDBong37 (EU)
1. "Suffer Well" (Tiga Remix) - 6:28
2. "Suffer Well" (Narcotic Thrust Vocal Dub) - 6:44
3. "Suffer Well" (Alter Ego Remix) - 6:14
4. "Suffer Well" (M83 Remix) - 4:31
5. "Suffer Well" (Metope Vocal Remix) - 6:28
6. "Suffer Well" (Metope Remix) - 6:53

DVDMute / DVDBong37 (EU)
1. "Suffer Well" (video) - 3:50
2. "Suffer Well" (Alter Ego Dub)
3. "Better Days" (Basteroid "Dance Is Gone" Vocal Mix) - 7:09

Promo 12"Mute / P12Bong37 (EU)
1. "Suffer Well" (Tiga Remix) - 6:28
2. "Suffer Well" (Tiga Dub) - 5:29
3. "Suffer Well" (Narcotic Thrust Vocal Dub) - 6:44

Promo 12"Mute / PL12Bong37 (EU)
1. "Suffer Well" (Metope Remix) - 6:53
2. "Suffer Well" (Metope Vocal Remix) - 6:28
3. "Suffer Well" (M83 Remix) - 4:31
4. "Better Days" (Basteroid "Dance Is Gone" Vocal Mix) - 7:09

Promo 12"Mute / PXL12Bong37 (EU)
1. "The Darkest Star" (Holden Remix) - 7:47
2. "The Darkest Star" (Holden Dub) - 7:56

Radio Promo CDMute / RCDBong37 (EU)
1. "Suffer Well" (single version) - 2:47
2. "Suffer Well" - 3:50

Club Promo CDMute / PCDBong37 (EU)
1. "Suffer Well" - 3:50
2. "Suffer Well" (Tiga Remix) - 6:28
3. "Suffer Well" (Tiga Dub) - 5:29
4. "Suffer Well" (Narcotic Thrust Vocal Dub) - 6:44
5. "Suffer Well" (Alter Ego Remix) - 6:14
6. "Suffer Well" (Metope Remix) - 6:53
7. "Suffer Well" (Metope Vocal Remix) - 6:28
8. "Suffer Well" (M83 Remix) - 4:31
9. "Suffer Well" (M83 Instrumental) - 4:42
10. "Better Days" (Basteroid "Dance Is Gone" Vocal Mix) - 7:09
11. "Better Days" (Basteroid "Dance Is Gone" Remix) - 7:10

Promo CDReprise / PRO-CD-101702 (US)
1. "Suffer Well" (Single Version) - 2:52
2. "Suffer Well" (Album Version) - 3:50

Promo CDReprise / PRO-CDR-101770 (US)
1. "Suffer Well" (Tiga Remix) - 6:28
2. "Suffer Well" (Dirty Monkey Remix Peter Rauhofer) - 9:00
3. "Suffer Well" (Tiga Dub Version) - 5:29
4. "Suffer Well" (Narcotic Thrust Vocal Dub) - 6:44
5. "Suffer Well" (Metope Vocal Remix) - 6:28
6. "Suffer Well" (Metope Remix) - 6:53
7. "Suffer Well" (Alter Ego Remix) - 6:14
8. "Suffer Well" (M83 Remix) - 4:42

Digital downloads
1. "Suffer Well" (Alter Ego Remix Edit) - 4:38 [US only Download]
2. "Suffer Well" (Metope Remix Edit) - 4:32 [US only Download]
3. "Suffer Well" (Metope Vocal Remix Edit) - 4:26 [US only Download]
4. "Suffer Well" (Narcotic Thrust Vocal Dub Edit) - 4:48 [US only Download]
5. "Suffer Well" (Tiga Remix Edit) - 4:56 [US only Download]
6. "Suffer Well" (Tiga Dub Version) - 5:29